# In Ghar
In Ghar (în arabă عين غار) este o comună din provincia Tamanrasset, Algeria.
Populația comunei este de 11.225 de locuitori (2008).